# Spoorlijn Emden Rangierbahnhof - Emden Südkai
De spoorlijn Emden Rbf – Emden Südkai is een spoorlijn in de stad Emden in de Duitse deelstaat Nedersaksen. De lijn is als spoorlijn DB 1577 onder beheer van DB Netze.

## Geschiedenis
Het traject van Emden Rangierbahnhof naar Emden Südkai werd aangelegd door de Preußisch-Hessische Staatseisenbahnen.

## Treindiensten
De Deutsche Bahn verzorgt het goederenvervoer op dit traject.